# Чжан Ханьхуэй
Чжан Ханьхуэ́й (также Чжан Ханьху́й, кит. упр. 张汉晖, пиньинь Zhāng Hànhuī, род. октябрь 1963, Цзяньпин, провинция Ляонин, КНР) — китайский дипломат. Чрезвычайный и полномочный посол Китайской Народной Республики в Российской Федерации с августа 2019 года. Заместитель министра иностранных дел Китайской Народной Республики (2019).

## Биография

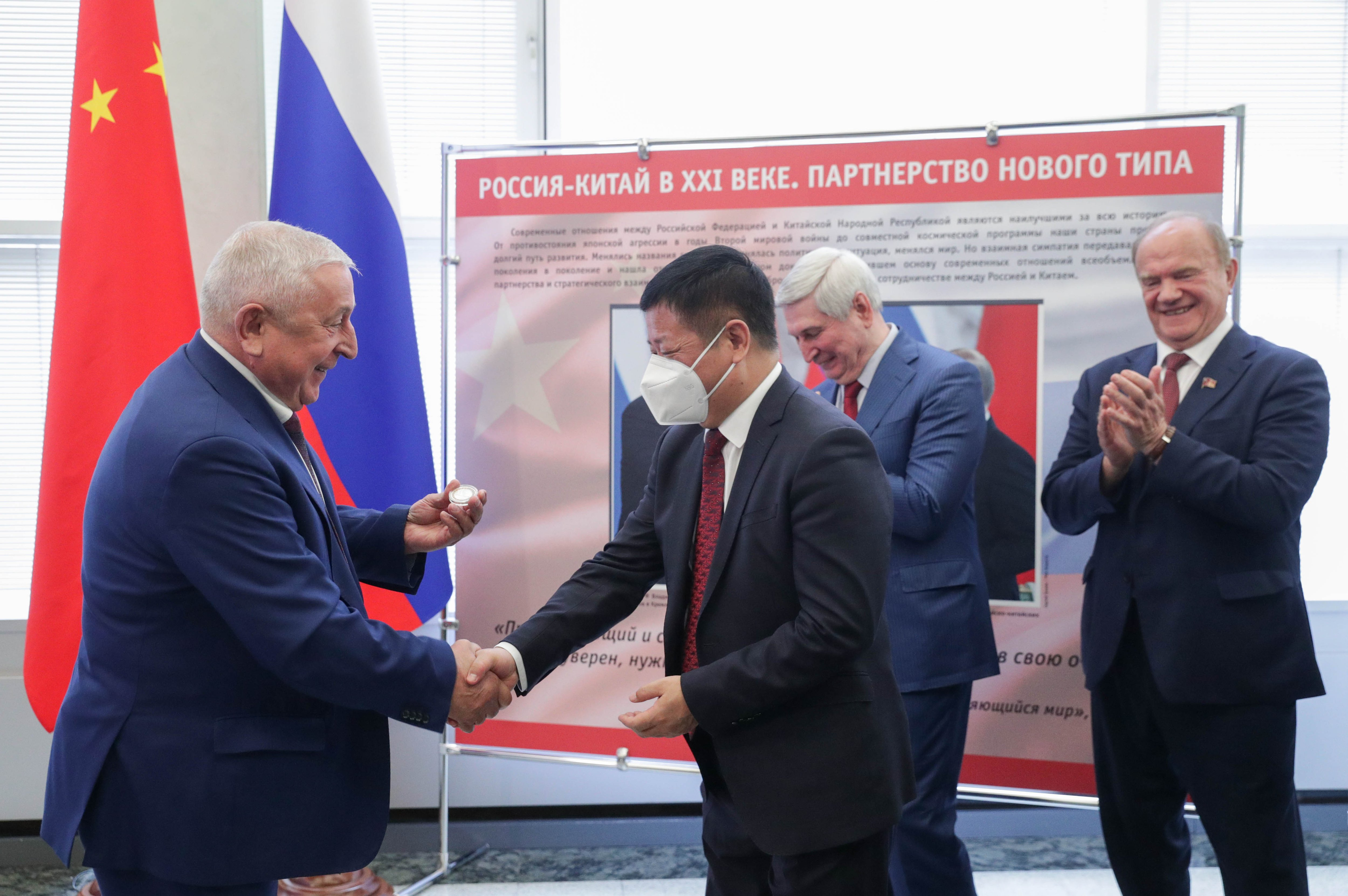
Председатель Комитета по региональной политике и проблемам Севера и Дальнего Востока Николай Харитонов и Чрезвычайный и Полномочный Посол Китайской Народной Республики в Российской Федерации Чжан Ханьхуэй

Чжан Ханьхуэй родился в октябре 1963 года в Цзяньпин провинции Ляонин, КНР. Окончил факультет русского языка Шанхайского университета иностранных языков.
На дипломатической работе с 1988 года. С 1988 по 1992 год — переводчик Управления по обслуживанию дипломатического корпуса при МИД КНР. С 1992 по 1995 год — атташе, третий секретарь Посольства Китайской Народной Республики в Кыргызской Республике. С 1995 по 2001 год — третий секретарь, заместитель начальника отдела, начальник отдела Департамента Европы и Центральной Азии МИД КНР. С 2001 по 2003 год — советник Посольства КНР на Украине. С 2003 по 2004 год — советник Департамента Европы и Центральной Азии МИД КНР. С 2004 по 2014 год — последовательно занимал должности заместителя директора и директора Департамента Европы и Центральной Азии МИД КНР.
С 2014 по 2018 год — чрезвычайный и полномочный посол Китайской Народной Республики в Республике Казахстан. С 2018 по 2019 год — помощник министра иностранных дел КНР. С февраля по август 2019 года — заместитель министра иностранных дел КНР. Курировал отношения КНР со странами Европы и Центральной Азии, вопросы внешней безопасности и регулирование внешних связей.
10 августа 2019 года назначен чрезвычайным и полномочным послом Китайской Народной Республики в Российской Федерации. Прибыл в Москву и приступил к исполнению обязанностей посла 10 августа 2019 года.
5 февраля 2020 года вручил верительную грамоту президенту В. Путину в Кремле. 
В совершенстве владеет русским языком. Женат, имеет дочь.